# Клотильда Младшая
Клотильда Младшая (Хлодехильда; около 500/502—531) — дочь Хлодвига I и Клотильды Бургундской, королева вестготов по браку с Амаларихом.

## Биография
Клотильда вышла после смерти отца замуж за короля вестготов Амалариха, стремившегося к налаживанию союзнических отношений со своими опаснейшими противниками франками. Исповедуя ортодоксально-никейское христианство, она подвергалась преследованию со стороны своего супруга, приверженца арианства. «Часто, когда она шла в святую церковь, он приказывал бросать в неё навоз и различные нечистоты и, наконец, говорят, он так её жестоко избил, что она переслала брату платок, пропитанный её кровью». О том, что Амаларих недостойно обращался со своей женой, не позволял ей совершать привычные обряды и что из-за этого вспыхнула война между вестготами и франками, писал и Прокопий Кесарийский.
Хильдеберт I, брат Клотильды, решил отомстить за сестру. Согласно «Сарагосской хронике», в 531 году он предпринял поход в Септиманию (южная часть Галлии), и разбил вестготов в сражении под Нарбоном. Презираемый всеми, Амаларих был убит во время бегства то ли франками, то ли дружинниками своей супруги или же собственными воинами. Клотильда же вместе с братом отправилась обратно во Франкское государство, но по дороге неизвестно от чего умерла. Позже тело её привезли в Париж и похоронили рядом с её отцом Хлодвигом I.